# Rosalie Küchler-Ming
Rosalie Küchler-Ming (* 3. Januar 1882 in Sarnen; † 24. Juni 1946 ebenda) war eine Schweizer Heimatschriftstellerin.

## Leben und Schaffen
Geboren wurde Rosalie Ming 1882 als Tochter des Landarztes, Politikers und Mundartdichters Peter Anton Ming. 1904 heiratete sie den Juristen Josef Küchler. Die Mutter von fünf Kindern trat 1920 erstmals mit der Weihnachtserzählung «Das Schaukelpferd und die kleinen Engelein» literarisch in Erscheinung.
Ihren Durchbruch als Schriftstellerin schaffte sie 1923 mit der Mundartkomödie «Dr Amerikaner». Einen Namen machte sie sich aber vorwiegend mit ihren historischen Erzählungen. In ihrer Lauwisertrilogie (1935–39) behandelte sie verschiedene Aspekte aus dem Leben von Lungern im 19. Jahrhundert, so etwa die Tieferlegung des Lungerersees. Mit Bruder Klaus befasste sie sich in ihrem Buch «Unseres lieben Herrgotts Orgel» von 1937. Erst nach ihrem Tode erschienen 1947 «Bruder Klaus, ein Lebensbild» und 1948 «Erni vom Melchi», ein «Buch für die reifere Jugend».
Das von ihr verfasste Volkslied «Oh mis liäbs Obwaldnerländli» wurde zur inoffiziellen Hymne Obwaldens.
Einiges von ihr ist in einem leicht antiquierten Obwaldner Dialekt gehalten, meist aber schrieb sie in einer mit mundartlichen Elementen durchsetzten Schriftsprache.
Küchler-Ming betätigte sich auch als Historikerin. So veröffentlichte sie 1936 in der Schweizerischen Rundschau einen Beitrag «Zur Diskussion über die Alpenpässe». Auch engagierte sie sich im Vorstand des Historisch-antiquarischen Vereins Obwalden. 1929 blieb ihr Einsatz auf schweizerischer Ebene für das Frauenstimmrecht ohne grosses Echo in ihrer Heimat Obwalden.
Rosalie Küchler-Ming starb im Juni 1946 im Alter von 64 Jahren.

## Werke (Auswahl)
- Dr Amerikaner. Lustspiel in 5 Aufzügen (Mundartkomödie, 1923)
- Die Lauwiser und ihr See. Erzählung aus den Jahren 1831 bis 1836 (1935)
- Die Lauwiser und ihr Krieg. Erzählung aus dem Jahre 1847 (1936)
- Die Lauwiser und ihr Pfarrer. Erzählung aus den 1850er Jahren (1939)
- Unseres lieben Herrgotts Orgel. Erzählungen vom seligen Bruder Klaus (1937)
- Bruder Klaus, ein Lebensbild (1947, postum)
- Erni vom Melchi (1948, postum)